# Agger-Sülz-Hochflächen
Die Agger-Sülz-Hochflächen sind laut dem Handbuch der naturräumlichen Gliederung Deutschlands eine Naturräumliche Einheit mit der Ordnungsnummer 338.4 im Bergischen Land, einem Teil des Rheinischen Schiefergebirges.
Sie umfassen große Teile des Rheinisch-Bergischen Kreises und deutlich kleinere des Oberbergischen Kreises. Sie grenzen im Norden an die Südbergische Hochfläche (Ordnungsnummer 338.2), im Westen die Niederrheinische Bucht (55), im Süden an das Wahlscheid-Seelscheider Lößgebiet (338.6) und im Osten an die Mucher Hochfläche (338.5) und die Brölhochfläche (338.7).
Die Hochflächen liegen auf 200 bis 250 m Höhe und sind abgesehen von den tief eingeschnittenen Tälern der Agger und der Sülz wenig gegliedert mit nur geringen Reliefunterschieden. Als Einzelerhebung ragt der Lüderich als Härtlingsrücken aus den Hochflächen heraus. Wo nicht Verwitterungslehme und kleinere Lössinseln intensive landwirtschaftliche Nutzung begünstigen, dominieren Waldgebiete. Im Naturraum befinden sich ergiebige Blei- und Zinklagerstätten, die seit dem 15. Jahrhundert abgebaut wurden.

## Gliederung
Die Agger-Sülz-Hochflächen sind in folgende untergeordnete Naturräume gegliedert:
- 338.4 Agger-Sülz-Hochflächen

- 338.40 Bensberg-Forsbacher Gebirgsrand
- 338.41 Sülzhochfläche
- 338.42 Overather Aggertal
- 338.43 Marialinder Riedelland